# Andrés de Urdaneta
Andrés de Urdaneta y Ceráin, secondo la grafia basca moderna Andres Urdaneta Zerain (Ordizia, 30 novembre 1498 – Città del Messico, 3 giugno 1568), è stato un esploratore, navigatore e frate dell'Ordine di Sant'Agostino spagnolo.Partecipò alle spedizioni di García Jofre de Loaísa e Miguel López de Legazpi e tracciò la principale rotta marina tra Filippine e Acapulco, conosciuta come Rotta di Urdaneta.
Urdaneta prese parte alla sfortunata spedizione di García Jofre de Loaísa ordinata da Carlo V per tentare di colonizzare le Isole Molucche su cui i portoghesi cercavano di imporre il loro controllo. La spedizione, che comprendeva 7 navi, salpò da La Coruña il 24 luglio 1525. Dopo vari contrattempi avvenuti nello Stretto di Magellano e dopo la perdita di 6 navi, nell'ottobre del 1526 l'equipaggio, sotto il comando di Carquizano, riuscì ad arrivare a Mindanao a bordo della Santa Maria de la Victoria. Da qui il viaggio proseguì verso le Isole Molucche dove gli spagnoli fondarono il forte di Tidore. Re Carlo V il 22 aprile del 1529 firmò il Trattato di Saragozza con il quale vendette i diritti sulle Isole Molucche al Portogallo in cambio di un risarcimento monetario. Urdaneta rimase nelle isole per circa nove anni durante i quali studiò le stelle, le correnti marine e i venti, annotando le proprie conclusioni in diari e mappe.
Lasciò le isole il 15 febbraio del 1535 ed attraccò a Lisbona il 26 giugno del 1536. Al suo arrivo i portoghesi requisirono tutti i suoi appunti e studi poiché avrebbero potuto essere utilizzati dagli spagnoli in eventuali future spedizioni. Riuscì comunque a scappare dal Portogallo e a fare ritorno in Spagna. Nel 1538 si diresse in Messico dove si occupò dello studio e della stesura di articoli circa vari argomenti come la navigazione nei Caraibi, la formazione delle tempeste tropicali e la riproduzione delle tartarughe marine.
Nel 1553 divenne frate dell'Ordine di Sant'Agostino.
Il 24 settembre del 1559 Filippo II ordinò al viceré Luis de Velazco di preparare una spedizione di conquista e colonizzazione delle Filippine; il re fece richiesta a Urdaneta di fare da comandante, ma egli rifiutò, accettando invece l'incarico di consigliere nautico e si occupò di disegnare le rotte. Miguel López de Legazpi fu nominato comandante. La spedizione salpò da La Navidad (nella costa ovest del Messico) il 21 novembre del 1564 e arrivò nelle Filippine il 13 febbraio. Legazpi rimase nelle isole ma fece richiesta a Urdaneta di fare ritorno in Nuova Spagna per disegnare una nuova rotta per il ritorno e per richiedere aiuti per la colonizzazione. Urdaneta partì da San Miguel, nell'isola di Cebu, il 1º giugno 1565 e grazie alla corrente Kuroshivo arrivò ad Acapulco l'8 ottobre. Questo viaggio si rivelò di grossa importanza poiché, grazie ai precisi calcoli di Urdaneta, stabilì una nuova affidabile e veloce rotta per le Filippine che verrà utilizzata dai navigatori sino al XVII secolo.
Fece ritorno in Castiglia per rendere rapporto al re Filippo II e scrisse le sue memorie sul viaggio.
Ritornò ancora una volta in Messico dove morì il 3 giugno del 1568.